# Soucirac
 Soucirac  (en occitano Socirac) es una comuna y población de Francia, en la región de Mediodía-Pirineos, departamento de Lot, en el distrito de Gourdon y cantón de Saint-Germain-du-Bel-Air.
Su población en el censo de 1999 era de 116 habitantes.
Está integrada en la Communauté de communes Quercy-Bouriane .

## Demografía
| 127 | 106 | 99 | 115 | 103 | 116 |
| Para los censos de 1962 a 1999 la población legal corresponde a la población sin duplicidades (Fuente: INSEE [Consultar]) |     |    |     |     |     |